# پیش‌کنشگری
در رفتار سازمانی و روان‌شناسی صنعتی و سازمانی، پیش‌کنشگری توسط افراد به رفتارهای پیشگیرانه، تغییر محور و مبتکرانه ای که در محل کار اتفاق می‌افتد اشاره می‌کند.